# Lancaster (Californie)
Pour les articles homonymes, voir Lancaster.
Lancaster est une ville du comté de Los Angeles, située dans la vallée d'Antelope, dans l'État de Californie, aux États-Unis.
Sa population était de 156 633 habitants en 2010, ce qui en fait la neuvième plus grande ville du comté de Los Angeles et la troisième ville au niveau du développement, puisque la population avait augmenté jusqu'à 133 703 habitants en 2005 sur une superficie totale de 243,9 km2. Lancaster est située dans la conurbation de Palmdale-Lancaster.

## Histoire
Fondée en 1876 sur la route du chemin de fer de la Southern Pacific Railroad, Lancaster était à l'origine un centre commercial et social pour les fermiers de la vallée d'Antelope.
Durant la Seconde Guerre mondiale, la ville accueillit la Polaris Flight Academy at War Eagle Field, la seule école civile offrant un entraînement basique de vol pour les cadets de l'armée. Après la guerre, la population de Lancaster augmenta grâce à sa proximité avec la Edwards Air Force Base (autrefois connue comme le Muroc Army Air Field) et l'U.S. Air Force Plant 42.

## Démographie
| Groupe            | Lancaster | Californie | États-Unis |
| ----------------- | --------- | ---------- | ---------- |
| Blancs            | 49,6      | 57,6       | 72,4       |
| Afro-Américains   | 20,0      | 6,2        | 12,6       |
| Autres            | 19,0      | 17,0       | 6,2        |
| Métis             | 5,3       | 4,9        | 2,9        |
| Asiatiques        | 4,4       | 13,1       | 4,8        |
| Amérindiens       | 1,0       | 1,0        | 0,9        |
| Océaniens         | 0,2       | 0,4        | 0,2        |
| Total             | 100       | 100        | 100        |
|                   |           |            |            |
| Latino-Américains | 38,1      | 37,6       | 16,7       |

Selon l'American Community Survey, en 2010, 76,50 % de la population âgée de plus de 5 ans déclare parler l’anglais à la maison, 19,47 % déclare parler l'espagnol, 1,20 % le tagalog et 2,82 % une autre langue.
| 1960   | 1970   | 1980   | 1990   | 2000    | 2010    |
| ------ | ------ | ------ | ------ | ------- | ------- |
| 26 012 | 30 948 | 48 027 | 97 291 | 118 718 | 156 633 |

## Jumelages
Namie (Japon)